# سكوت روبنسون (مغني)
سكوت روبنسون (بالإنجليزية: Scott Robinson)‏ هو مغني بريطاني، ولد في 22 نوفمبر 1979.